# Epilobium psilotum
Epilobium psilotum là một loài thực vật có hoa trong họ Anh thảo chiều. Loài này được Maire & Sam. mô tả khoa học đầu tiên năm 1939.